# Qubadlı
Qubadlı o, in armeno, Sanasar (Սանասար), anche Vorotan (Որոտան) dal nome dell'omonimo fiume,  è un comune dell'Azerbaigian, capoluogo dell'omonimo distretto; ha fatto parte del territorio dell'Artsakh, repubblica autoproclamatosi indipendente, costituendone una comunità all'interno della regione di Kashatagh dal 1993 al 2020.
Dopo la prima guerra del Nagorno Karabakh, la quasi totalità della popolazione ha abbandonato il luogo che oggi è popolato da poche centinaia di agricoltori.
È attraversato dal fiume Vorotan.